# Gray County (Texas)
Gray County je okres ve státě Texas v USA. K roku 2010 zde žilo 22 535 obyvatel. Správním městem okresu je Pampa. Celková rozloha okresu činí 2 406 km².